# مائدا ماتسو
مائدا ماتسو (به ژاپنی: 前田まつ) یا اوماتسو نو کاتا (به ژاپنی: 前田まつ) (۱۵۴۷–۱۶۱۷ میلادی). یک زن ژاپنی در قرن شانزدهم بود. وی همسر اصلی مائدا توشی‌ایه، اولین دایمیوی قلمروی کاگا بود. ماتسو برای هوش خود شهرت داشت و در هر دو هنرهای ادبی و رزمی ماهر بود. مائدا توشیناگا، مائدا توشیتسونه و دیگر پسران او دایمیوهای قلمروهای گوناگون بودند.
ماتسو شجره خانوادگی ناشناخته ای دارد، اما گمانه زنی‌ها بر این است که او دختر شینوهارا کازو، یکی از کمانداران اصلی اودا نوبوهیده باشد. مادرش احتمالاً خواهر بزرگترِ مادر مائدا توشی‌ایه بود، به این معنی که ماتسو دخترخاله توشی‌ایه است. پدرش هنگامی که ماتسو هنوز کودک بود، در سال ۱۵۵۰ در جنگ کشته شد، بنابراین مادرش برای جلوگیری از سقوط خانواده در فقر، با تاکاهارا نائوکیچی، ملازم خاندان مائدا ازدواج کرد و ماتسو به فرزندخواندگی خاندان مائدا و پدر توشی‌ایه درآمد. در سال ۱۵۵۸ در سن ۱۱ سالگی با پسرخاله اش توشی‌ایه ازدواج کرد و سال بعد نخستین فرزندش دختری بنام کوهیمه متولد شد. ماتسو از سن ۱۱ سالگی تا ۳۲ سالگی و در مدت ۲۱ سال دو پسر و ۹ دختر به دنیا آورد. داشتن ۱۱ فرزند برای یک زن در دوره سنگوکو که زنان فرزندان بسیاری داشتند باز هم امری نادر محسوب حساب می‌شود. پس از مرگ شوهرش در سال ۱۵۹۹ وی راهبه بودایی شد و نام هوشواین را بر خود گذاشت.
دومین پسرش مائدا توشی‌ناگا (۱۵۷۸)در نبرد سکیگاهارا در جبهه ضد توکوگاوا ایه‌یاسو قرار گرفت اما برادر بزرگترش مائدا توشیناگا از توکوگاوا ایه‌یاسو طرفداری کرد. در پی این بحران در خاندان مائدا، ماتسو به عنوان گروگان به قلعه ادو فرستاده شد.